# Föderation Österreichischer Psychologenvereinigungen
Die Föderation Österreichischer Psychologenvereinigungen ist ein Zusammenschluss von Österreichischer Gesellschaft für Psychologie und dem Berufsverband Österreichischer Psychologinnen und Psychologen. Sie repräsentiert die österreichische Psychologie vor allem in internationalen Organisationen, so zum Beispiel der International Union of Psychological Science Grund ist, dass in vielen internationalen Organisationen nur ein Verband pro Land Mitglied sein kann und sich daher die Wissenschaftsgesellschaft und der Berufsverband eine gemeinsame Dachgesellschaft schaffen mussten (vergleiche auch Föderation Deutscher Psychologenvereinigungen). Die Aufnahme der Föderation in die International Union of Psychological Science erfolgte im Rahmen des Internationalen Kongresses in Montreal 1996.